# Mojave Ranch Estates
Mojave Ranch Estates ist ein Census-designated place im Mohave County im US-Bundesstaat Arizona. Das U.S. Census Bureau hat bei der Volkszählung 2020 eine Einwohnerzahl von 53 auf einer Fläche von 1,8 km². Die Bevölkerungsdichte liegt bei 29 Einwohnern pro km².